# Ochrosia ackeringae
Ochrosia ackeringae är en oleanderväxtart som först beskrevs av Johannes Elias Teijsmann och Binn., och fick sitt nu gällande namn av Friedrich Anton Wilhelm Miquel. Ochrosia ackeringae ingår i släktet Ochrosia och familjen oleanderväxter. Inga underarter finns listade i Catalogue of Life.